# Walter Abt
Walter Abt (* 25. Januar 1953 in Memmingen) ist ein deutscher Komponist, Musikproduzent, Dirigent, Gitarrist und Lautenist.

## Leben und Wirken
Walter Abt wuchs in einer Familie auf, die das musikalische Interesse des Sohns von Anfang an gefördert hat. Entscheidend war für ihn als Sechzehnjährigen die Begegnung mit dem Sologitarristen des Schnuckenack-Reinhardt-Quintetts, Bobby Falta, der seinen musikalischen Werdegang erst im Jazz, dann in der Klassik entscheidend geprägt hat. Mit siebzehn Jahren begann Abt, in unterschiedlichen Ensembles verschiedene Instrumente zu spielen: Jazz- und Akustische Gitarre, Klavier, Trompete, Flügelhorn, Kontrabass, Akkordeon und Posaune. Die Fähigkeit zur musikalischen Improvisation geht auf seine Bekanntschaft mit Sinti-Musikern zurück, außer mit Bobby Falta auf Wes Montgomery, Joe Pass, Django Reinhardt und Chick Corea. Nach dem Abitur in seiner Heimatstadt im Jahr 1970 studierte Walter Abt an der Musikhochschule Graz das Fach Jazz und parallel dazu von 1978–1983 das Fach Klassische Gitarre am Salzburger Mozarteum, das er in der Meisterklasse abschloss. Weitere Aufbaustudien erfolgten von 1984 bis 1986 am Conservatorio Statale in Verona in den Fächern Komposition und Gitarre. Als Komponist schrieb Abt von 1974 bis 1975 für das Landestheater Schwaben die Bühnenmusik zu Ruzante, Lysistrata, Die Räuber und anderen Theaterstücken.
Im Jahr 1987 kam es zur Gründung des Munich Guitar Orchestra mit zehn jungen Wettbewerbs-Preisträgern; Komponisten wie Gianfranco Grisi, Leo Brouwer, Heinz Benker, Roland Dyens, Giora Feidman und andere widmeten dem zehnköpfigen Gitarren-Ensemble ihre Werke, die vom Bayerischen Rundfunk und Koch Classics eingespielt und produziert wurden. Das Ensemble bekam einen Sonderpreis für seine Interpretation zeitgenössischer Musik beim Orchesterwettbewerb des Deutschen Musikrats im Jahr 1992. Mit Abt als Solisten entstand im Jahr 1995 die einzige Einspielung eines Orchesterwerks von Leo Brouwer unter dessen Leitung mit dem Concerto de Helsinki, nämlich das 1991 komponierte Concierto Nr. 5 de Helsinki für Gitarre und Orchester. Im Jahr 1987 gründete Abt auch das experimentelle Ensemble Munich Guitars.
Walter Abt gründete und leitete auch eine Reihe von internationalen Gitarren-Festivals. Im Jahr 1989 entstand das internationale Sommerseminar für Gitarre in Rovereto. An der bayerischen Musikakademie in Marktoberdorf leitete er von 1989 bis 2005 die Internationalen Sommerseminare für Gitarre, bei dem die bedeutendste Gitarre-Elite zu hören war, darunter Joe Pass (letztes Konzert in Europa) sowie regelmäßig Leo Brouwer, Álvaro Pierri, Rafael Riqueni, Paul O’Dette und viele andere. Das Schallplatten-Label abt-music, 2013 gegründet, geht auf ihn als Produzenten zurück. Im Jahr 1999 schrieb Abt als Auftragswerk des Fremdenverkehrs- und Kulturreferats der Stadt Trient eine programmatische Wassermusik in Form einer symphonischen Dichtung mit dem Namen Concerto del Benaco, nachdem der Gardasee im venezianischen Italienisch „Lacus benacus“ heißt. Außerdem dirigierte Abt im Jahr 2012 in Havanna das Nationale Sinfonieorchester Kubas beim südamerikanischen Music Contest Cubadisco.
Abt ist darüber hinaus der künstlerische Leiter des internationalen Musikfestivals djangoO (European Festival of Gypsy Music), welches die unterschiedlichen Gattungen von Flamenco, Gypsy-Jazz, Manouche, Klassik, World Music und Jazz fördert, und zwar mit seinem Ko-Partner, dem organisatorischen Leiter Alexander Diepold (madhouse München). Das sind am jeweiligen Veranstaltungsort fünftägige Konzertveranstaltungen, Musik-Workshops, Konferenzen und Symposien. Hier wird auch die Aktualität der musikalischen Kultur der Sinti, Roma und Gitanos berücksichtigt. Das erste Festival dieser Art fand im Jahr 2021 in München statt.
Im 1. Halbjahr 2022 war Abt vom Goethe-Institut zu einem Arbeitsaufenthalt als artist in residence nach Nicaragua eingeladen, wobei es um die Einsicht in die Partituren des Komponisten José de la Cruz Mena ging. Dieser litt zu Lebzeiten an Lepra und war als Körperbehinderter nicht in der Lage, seine Kompositionen selbst aufzuschreiben. Die vielen Manuskripte wurden von bestellten Kopisten notiert; die entstandenen Ausfertigungen waren jedoch wegen der zahlreichen Übertragungsfehler weitgehend unbrauchbar. Sein Hauptwerk Ruinas - valses nicaragüenses liegt nun in einer geeigneten Revision vor, arrangiert für Gitarre solo und für das Duo Violine mit Gitarre. Neben Aufnahmen mit verschiedenen Musikstars sind darüber hinaus zahlreiche Soloalben mit verschiedenen Instrumenten wie der Renaissance- und Barocklaute, Vihuela, Flamenco- und klassische Gitarre, Akustik- und E-Gitarre erschienen. Mittlerweile umfasst die Diskographie mehr als ein Dutzend CDs, zu denen sowohl Solo- als auch Kammermusik-Literatur zählt, unter anderem auch Einspielungen mit renommierten Orchestern. Zu erwähnen sind hier die Kompositionen Concierto de Aranjuez und das Concerto d’Arcadia von Gianfranco Grisi.

## Werke
- Kompositionen
  - Diverse Bühnenmusiken für das Landestheater Schwaben in Memmingen (1974–1975)
  - Preludio matinal für Soloinstrument und Gitarre oder zwei Gitarren (1996)
  - Crepuscolo pluvial für zwei Gitarren (1996)
  - Edith für zwei Gitarren (1996)
  - Concerto del Benaco für Gitarre, Perkussion und Orchester (1999)
  - Sonata flamenca für Gitarre solo oder zwei Gitarren, Bass und Perkussion, oder acht Gitarren (Rumba - Soleá por Bulerias - Tangos) (1999)
  - La Gomavera für Gitarre solo oder zwei Gitarren, optional: Sopran-Saxophon oder Perkussion (2001)
  - Choquero, Fandangos für Gitarre solo oder zwei Gitarren, optional: Sopransaxophon oder Perkussion (2001)
  - Baracuba, Rumba für Gitarre solo oder zwei Gitarren, optional: Sopransaxophon oder Perkussion (2003)
  - Hasta la victoria siempre, Fandangos por Bulerias für Gitarre solo oder zwei Gitarren, optional: Sopransaxophon oder Perkussion (2008)
  - Seabroad 4 to 5 für Gitarre solo oder zwei Gitarren, optional: Sopransaxophon oder Perkussion (2008)
  - La silla del moro für Gitarre solo oder zwei Gitarren, optional: Sopransaxophon oder Perkussion (2009)
  - Khara khoto, freitonale Improvisation für acht Gitarren (2009)
  - Between Strings & Matches, freitonale Improvisation für acht Gitarren, optional: Bass (2009)
  - Suite Carpe diem für Gitarre solo (Meltemi - Cavatina - Penelope) (2015)
  - De Falla Concerto für Gitarre und Orchester, viersätziges Flamenco-Gitarrenkonzert mit Zitaten aus El Amor Brujo von Manuel de Falla (2020)
- Bearbeitungen
  - Goldberg Variations (J. S. Bach, BWV 988) für zwei Gitarren (2004)
  - Suite für Laute (J. S. Bach, BWV 995) für Gitarre in Barock-Stimmung (E-A-D-Fis-B-D) (2010)
  - Suites from Baroque Lute Music, Suiten von Silvius Leopold Weiss, François Dufault, Esaias Reusner und Johann Anton Logy für Gitarre solo (2011)
  - Partita II d-Moll (J. S. Bach, BWV 1004) für Gitarre solo in Dropped-D-Stimmung (2012)
  - Ständchen aus dem Schwanengesang, D 957/4 von Franz Schubert für Gitarre solo oder für 10-saitige Kontragitarre (2018)
  - Roma-Requiem von Vicente Amigo für zwei Gitarren oder für Gitarre solo (2020)
  - Entre dos aguas von Paco de Lucia für Gitarre solo (2022)
  - Ruinas - valses nicaragüenses von José de la Cruz Mena für Gitarre solo, für Violine und Gitarre oder für zwei Gitarren (2022).

## Erschienene Alben
- Solissimo: Bach, Britten, Henze (1987)
- Agua e Vinho: Gismonti, Brouwer, Pereira (1989)
- Das Münchner Gitarrenorchester: Rodrigo, Ravel, de Falla (1990)
- Francesco da Milano: Works for lute (1992)
- Guitar Quintets von Luigi Boccherini mit dem Hugo-Wolf-Quartett und Amparo de Triana (1993)
- Dreams of a lost Era für Vihuela (1994)
- Schubert und Jiddische Lieder von Giora Feidman (1997)
- Spaces von Leo Brouwer, mit den Virtuosi di Praga; enthalten ist auch das Concerto Nr. 5 de Helsinki mit dem Concerto d´Arcadia (1998)
- Concerto del Benaco und das Concierto de Aranjuez mit den Virtuosi di Praga (2000)
- Los tangueros: Argentine Tangos and Klezmer (2002)

Label abt-music:
- Suite Havana mit Walter Abt, Eduardo Martín und dem Ensemble global (2014)
- Goldberg Variations for 2 guitars (2015)
- Concerto del Benaco mit dem Chamber Orchestra Dissuono (2016)
- Out of Spain mit Walter Abt und dem Ensemble Sol-y-Sombra (2016)
- Young Genius mit Catalina Pires sowie Violine, Gitarre und Vihuela solo (2016)
- Los tangueros von Gianfranco Grisi, concertina; Walter Abt, Gitarre (2017)
- Cinema Paradiso Soundtracks mit Ognjen Popovic und Catalina Pires sowie den Munich Guitars (2017)

## Auszeichnungen
- 1991: Auszeichnung zur Würdigung der kulturellen Leistungen mit dem Kulturpreis der Stadt Memmingen
- 1992: 1. Preis beim Deutschen Orchesterwettbewerb des Deutschen Musikrates sowie einen Sonderpreis für die beste Interpretation
- 1993: Ehrung vom Bayerischen Staatsministerium für Unterricht und Kultus für die künstlerischen Erfolge
- 2012: Auszeichnung in Havanna mit dem Premio de Honor des südamerikanischen Musikpreises Cubadisco International.